# Jinichi Kusaka
Jinichi Kusaka (草鹿 任一 Kusaka Jin'ichi,  7. december 1888 – 24. august 1972), var en admiral i kejserriget Japans flåde under 2. verdenskrig. Admiral Ryūnosuke Kusaka var hans fætter.

## Biografi
Kusaka var født i Ishikawa-præfekturet og tog eksamen i den 37. årgang på den japanske søofficersskole som nr. 21 af 179. Han gjorde tjeneste som kadet på krydserne Soya og Chiyoda og efter at være blevet udnævnt til løjtnant blev han tildelt krydseren Tokiwa og slagskibet Aki. Som løjtnant under 1. verdenskrig gjorde han tjeneste på krydseren Asama efterfulgt af krydseren Kashima og destroyeren Hamakaze, men var ikke i kamp. Efter krigens slutning gik han på flådeakademiet og blev i 1921 orlogskaptajn. Han blev tildelt slagskibet Hiei som næstkommanderende artillerichef og dernæst til slagskibene Yamashiro og Nagato som artillerichef.
Efter at være blevet forfremmet til kommandør den 1. december 1930 blev han sendt til USA og Europa i et år. Efter sin tilbagekomst fik han sin første selvstændige kommando, krydseren Kitakami. Han blev senere kaptajn på slagskibet Fusō. Den 1. december 1936 blev Kusaka forfremmet til kontreadmiral og blev kommandant for flådens artilleriskole. Den 15. november 1940 blev han forfremmet til viceadmiral.  
Ved starten på Stillehavskrigen havde Kusaka kommandoen over det kejserlige japanske flådeakademi. Den 28. september  1942 overtog han kommandoen over 11. luftflåde, som havde hjemme i på den store japanske base i Rabaul på New Britain i det sydlige stillehav. Under hele slaget om Guadalcanal kæmpede Kusakas luftenheder mod de Vestallieredes Cactus Air Force om kontrollen over luftrummet omkring Guadalcanal, et slag om de allierede luftstyrker endte med at vinde. 11. luftflåde støttede også de japanske militæroperationer under Felttoget på Ny Guinea.
Den 24. december 1942 blev alle flådestyrker på Ny Guinea og Salomonøerne slået sammen til den nye Sydøstlige områdeflåde med  Kusaka som chef. Som chef styrede Kusaka indsættelsen af skibe og tropper i kampene mod de allierede styrker, som trængte op gennem Salomonøerne, Ny Guinea og New Britain mod Rabaul.
Den 6. september 1945 overgav Kusaka sig som øverste japanske flådeofficer i Rabaulområdet sammen med generalløjtnant Hitoshi Imamura, den øverste hærofficer i området, til de allierede styrker.

### Bøger
- Altobello, Brian (2000). Into the Shadows Furious. Presidio Press. ISBN 0-89141-717-6.
- Bergerud, Eric M. (2000). Fire in the Sky: The Air War in the South Pacific. Boulder, CO, USA: Westview Press. ISBN 0-8133-3869-7.
- D'Albas, Andrieu (1965). Death of a Navy: Japanese Naval Action in World War II. Devin-Adair Pub. ISBN 081595302X.
- Frank, Richard B. (1990). Guadalcanal : The Definitive Account of the Landmark Battle. New York: Penguin Group. ISBN 0-14-016561-4.
- Gailey, Harry A. (1991). Bougainville, 1943-1945: The Forgotten Campaign. Lexington, Kentucky, USA: University Press of Kentucky. ISBN 0-8131-9047-9. – neutral vurdering af denne bog her:Second World War Books Review
- Miller, Thomas G. (1969). Cactus Air Force. Admiral Nimitz Foundation. ISBN 0-934841-17-9.
- Morison, Samuel Eliot (1958). The Struggle for Guadalcanal, August 1942 – February 1943, vol. 5 of History of United States Naval Operations in World War II. Boston: Little, Brown and Company. ISBN 0-316-58305-7. – Online views of selections of the book:www.amazon.com
- Morison, Samuel Eliot (1958). Breaking the Bismarcks Barrier, vol. 6 of History of United States Naval Operations in World War II. Castle Books. ISBN 0785813071.
- Sakaida, Henry (1996). The Siege of Rabaul. St. Paul, MN, USA: Phalanx. ISBN 1-883809-09-6.

### Eksterne kilder
- Naval History via Flix. "Kusaka Jinichi". Arkiveret fra originalen 31. januar 2022. Hentet 2006-12-08.
- Nishida, Hiroshi. "Imperial Japanese Navy". Hentet 2006-12-08.
- Rentz, John (1952). "Marines in the Central Solomons". Historical Branch, Headquarters, U.S. Marine Corps. Hentet 30. maj 2006.